# مالك الزناد
مالك الزناد ملاكم ليبي يحمل لقب المجلس العالمي للملاكمة للوزن الثقيل الخفيف، غادر ليبيا وإستقر في مالطا.

## السيرة الذاتية
ولد الزناد في 19 نوفمبر 1993 في طرابلس، ليبيا. كان والده ملاكم، وبدأ تدريبه على الرياضة عندما كان في الخامسة من عمره. غادر الزناد ليبيا في عام 2013، واستقر في جزيرة مالطا بعد أن شجعه والده على متابعة أحلامه، خاض 25 مباراة في مسيرته المهنية، ثمانية منها لُعبت في مالطا.

## المسيرة المهنية
ظهر الزناد لأول مرة في 30 أكتوبر 2015، بفوزه على بوجوليوب بوريسيف عن طريق الضربة القاضية في الدور الثاني في عطار، مالطا. بعد التعاقد مع بطل العالم السابق دوني لالوند كمدير له، حصل على لقب الإتحاد العالمي للملاكمة للوزن الثقيل الخفيف في قتاله السادس، وأسقط أتيلا بالكو في 24 سبتمبر 2016.
 دافع عن الحزام بعد ثلاثة أشهر، حيث هزم بيكا أدواشفيلي في بلدة بيلفلد الألمانية، فاز الزناد بلقب منظمة الملاكمة البريطانية للوزن الثقيل الخفيف في 25 مارس 2017، مما أوقف البوسني ألكسندر كوفاتش في دقيقة وبضع ثواني، ثم أسقط جيرمين أساري بعد شهرين، مما أطاح به في الجولة الأولى من قتالهم في موتوربوينت أرينا في كارديف، وظهر الزناد لأول مرة في لندن في 12 أكتوبر 2019، حيث سيطر على ميشال غازديك في جولتين في يورك هول.
بعد حصوله على الرقم القياسي 16-0، فاز على الروسي تيمور نيكارخويف في بروكسل في 28 مارس 2021 ليحصل على لقب المنظمة الدولية للملاكمة للوزن الثقيل الخفيف. في نزاله التالي في أغسطس انهاه في الجولة الثالثة بالضربة القاضية ضد ألمير شكرجيلج وحصل علي لقب المجلس العالمي للملاكمة للوزن الثقيل الخفيف.